# Bulevar de Sébastopol

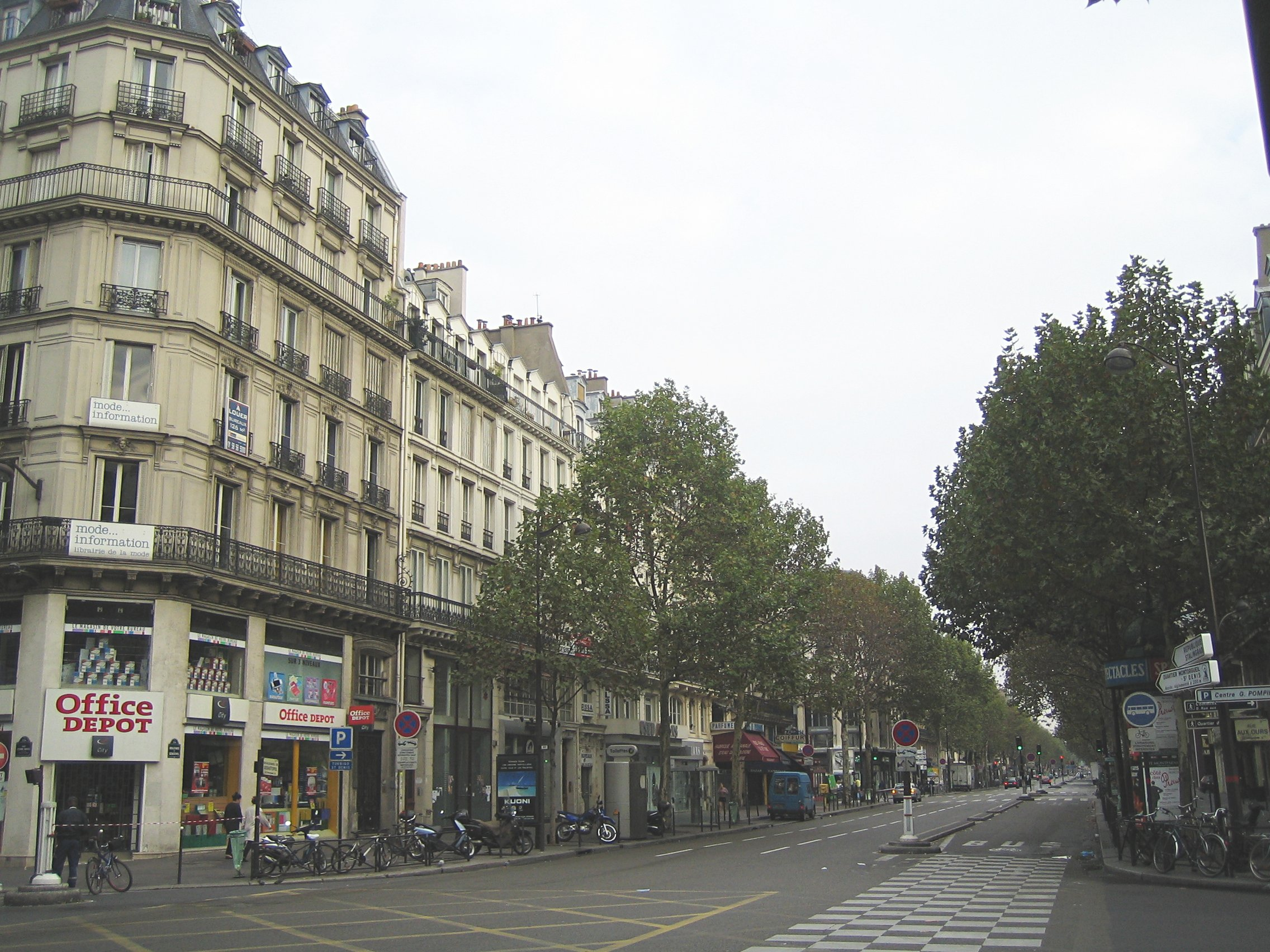
Plano general del bulevar de Sébastopol

El bulevar de Sébastopol (en francés: boulevard de Sébastopol) es un bulevar de París que separa el I y II distritos, de una parte, y el III y IV distritos por otra.
Con 1332 metros de longitud y 30 metros de anchura, comienza en la plaza del Châtelet y prosigue hacia el norte por el bulevar de Estrasburgo. Es una vía de gran circulación provista de tres vías para automóviles y un carril para autobuses. Aunque tiene algunos restaurantes y numerosas tiendas, el bulevar de Sebastopol realmente no es un lugar de ocio, contrariamente al Marais y a Les Halles, entre los cuales se interpone.
- Wikimedia Commons alberga una categoría multimedia sobre Bulevar de Sébastopol.

- Datos: Q895080
- Multimedia: Boulevard de Sébastopol (Paris) / Q895080